# Billy Lee
Pour les articles homonymes, voir Lee.
Billy Lee est un acteur enfant star américain né le 12 mars 1929 dans le comté de Vigo en Indiana et mort le 17 novembre 1989 à Beaumont en Californie.

## Filmographie

### Cinéma
- 1934 : Wagon Wheels : Sonny Wellington
- 1934 : La Métisse (Behold My Wife) de Mitchell Leisen : le jeune indien au dîner
- 1934 : One Hour Late : le jeune garçon
- 1935 : Silk Hat Kid : Tommy
- 1935 : Two Fisted : Jimmy Parker
- 1936 : Too Many Parents : Billy Miller
- 1936 : Sky Parade : Jimmie Allen à 4 ans
- 1936 : And Sudden Death : Bobby Sanborn
- 1936 : Three Cheers for Love : Johnny
- 1936 : The Arizona Raiders : le jeune garçon
- 1936 : Miousic 1937 : le garçon qui tient un train
- 1936 : Rose Bowl : le jeune garçon
- 1936 : Easy to Take : Bill Ardmore Jr.
- 1936 : Arizona Mahoney : un enfant
- 1937 : Wild Money : Malcolm West
- 1937 : Exclusive : l'enfant de Beak
- 1937 : Make a Wish : Pee Wee
- 1937 : Thunder Trail (en) de Charles Barton : Bob à 8 ans
- 1938 : Noix-de-Coco Bar (Cocoanut Grove) d'Alfred Santell : Demi-Pinte
- 1938 : Sons of the Legion : Billy Lee
- 1938 : Soubrette : le garçon avec la sucette
- 1939 : Ambush : le garçon au restaurant
- 1939 : Boy Trouble : Joe
- 1939 : Laissez-nous vivre : le garçon à la fenêtre
- 1939 : Sudden Money : Junior Patterson
- 1939 : Outside These Walls : le jeune garçon
- 1939 : Night Work : Joe Fitch
- 1939 : Garde-côtes : le marin
- 1939 : In Old Monterey (en) de Joseph Kane : Jimmy Whittaker
- 1939 : Jeepers Creepers (en) : Skeeter
- 1939 : Deuxième à gauche (All Women Have Secrets) de Kurt Neumann : Bobby
- 1940 : Parole Fixer (en) : Jimmy Mattison
- 1940 : The Biscuit Eater : Lonnie McNeil
- 1940 : Nobody's Children : Tommy
- 1941 : Le Dragon récalcitrant : le garçon
- 1941 : Power Drive : Brad Coles
- 1941 : Nevada City : Chick Morrison
- 1941 : Reg'lar Fellers : Pinhead Duffy
- 1941 : Par la porte d'or : Tony
- 1941 : Road to Happiness : Danny Carter
- 1941 : Le Dragon récalcitrant : le garçon
- 1942 : Les Yeux des bas-fonds : Mickey Bryan
- 1942 : Mrs. Wiggs of the Cabbage Patch : Jimmy Wiggs
- 1942 : War Dogs : Billy Freeman
- 1952 : Une vedette disparaît : le jeune garçon
- 1952 : Les Feux de la rampe : le jeune garçon
- 1953 : Thy Neighbor's Wife

### Télévision
- 1950 : The Ford Theatre Hour (1 épisode)
- 1952 : The Doctor (1 épisode)
- 1954 : Ethel and Albert (1 épisode)
- 1954 : Medallion Theatre (1 épisode)